# Премія «Люм'єр» за найкращий документальний фільм
Премія «Люм'єр» за найкращий документальний фільм (фр. Prix du meilleur documentaire) одна з премій, яку присуджує французька Академія «Люм'єр» (фр. Académie des Lumières) з 2016 року.

## Переможці та номінанти
Нижче наведено список лауреатів та номінантів премії. Імена переможців виділено окремим кольором.

### 2010-ті
| Рік        | Назва українською                  | Оригінальна назва                   | Режисер (и)                |
| ---------- | ---------------------------------- | ----------------------------------- | -------------------------- |
| 2017 21-ша | ★ Брунька з перламутру             | Le Bouton de nacre                  | Патриціо Гусман            |
| 2017 21-ша | ★ Зникле зображення                | L'Image manquante                   | Ріті Панх                  |
| 2017 21-ша | Завтра                             | Demain                              | Сиріл Діон та Мелані Лоран |
| 2017 21-ша | Людина                             | Human                               | Ян Артюс-Бертран           |
| 2017 21-ша |                                    | фр. Sud Eau Nord Déplacer           | Антуан Буте                |
| 2017 21-ша | Ми прийшли з миром                 | Nous venons en amis                 | Юбер Саулер                |
| 2017 22-га | ★ Подорож у світ французького кіно | Voyage à travers le cinéma français |                            |
| 2017 22-га | Дерево, з якого зроблені мрії      | Le bois dont les rêves sont faits   |                            |
| 2017 22-га | Дякую, бос!                        | Merci patron!                       |                            |
| 2017 22-га | Останні новини з космосу           | Dernières nouvelles du cosmos       |                            |
| 2017 22-га | Чванство                           | Swagger                             |                            |
| 2017 22-га | Соціолог і пух                     | La Sociologue et l'Ourson           |                            |
| 2018 23-тя | ★ Обличчя, села                    | Visages, villages                   | Аньєс Варда та JR          |
| 2018 23-тя | Без прощання                       | Sans adieu                          | Крістоф Агу                |
| 2018 23-тя | Ділянка 35                         | Carré 35                            | Ерік Каравака              |
| 2018 23-тя | Люм'єр! Пригода починається        | Lumière ! L'aventure commence       | Тьєррі Фремо               |
| 2018 23-тя | Макала                             | Makala                              | Еммануель Гра              |
| 2018 23-тя | Поважний В.                        | Le Vénérable W.                     | Барбет Шредер              |
| 2019 24-та | ★ Дорога Самуні                    | La strada dei Samouni               | Стефано Савона             |
| 2019 24-та | Жодна людина не є островом         | Nul homme n'est une île             | Домінік Марше              |
| 2019 24-та | Кассандро, екзотико!               | Cassandro, the Exotico!             | Марі Лозьє                 |
| 2019 24-та | Кожен момент                       | De chaque instant                   | Ніколя Філібер             |
| 2019 24-та | Перші солодощі                     | Premières solitudes                 | Клер Симон                 |